# メネニウス氏族
メネニウス氏族 (ラテン語: Gens Menenia) は古代ローマの氏族。恐らくパトリキ出身で共和政前期に執政官を輩出した。プレブス系でも幾人か護民官を出している。

## メンバー

### ラナトゥス家
- ガイウス・メネニウス・ラナトゥス
  - アグリッパ・メネニウス・ラナトゥス：紀元前503年の執政官。聖山事件でも活躍
    - ティトゥス・メネニウス・ラナトゥス：恐らく上記アグリッパの子。紀元前477年の執政官
      - アグリッパ・メネニウス・ラナトゥス：上記ティトゥスの子か。紀元前439年の執政官

    - アグリッパ・メネニウス・ラナトゥス：前503年のアグリッパの子か
      - ティトゥス・メネニウス・ラナトゥス：紀元前452年の執政官
- リキニウス・メネニウス・ラナトゥス：父、祖父共にティトゥス。紀元前387年から幾度か執政武官を務める

### その他
- マルクス・メネニウス：紀元前410年の護民官
- マルクス・メネニウス：紀元前384年の護民官
- ルキウス・メネニウス：紀元前357年の護民官